# Trejv

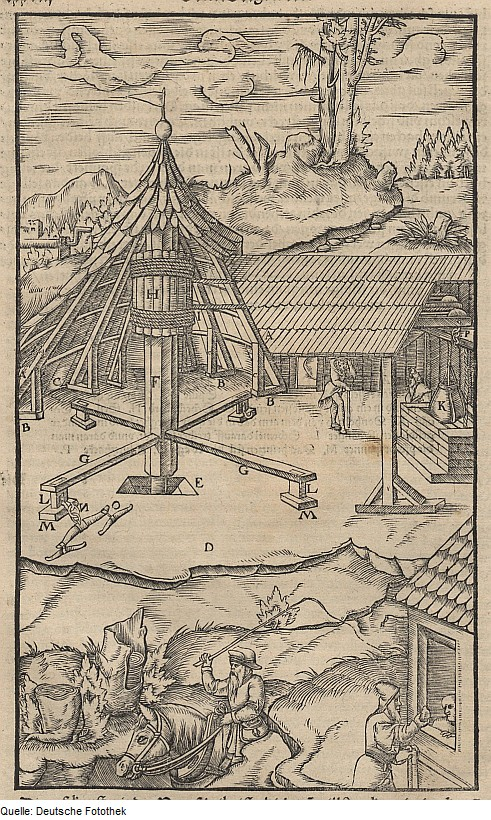
Rytina trejvu v díle Georgia Agricoly

Trejv je povrchové zařízení středověkých dolů. Jde o těžní stroj, v podstatě vrátek, na převážně koňský pohon pomocí žentouru. Menší vrátky mohly být poháněny lidskou silou. Prakticky jde o zařízení na dopravu materiálu z dolu na povrch.

## Jáchymovský trejv

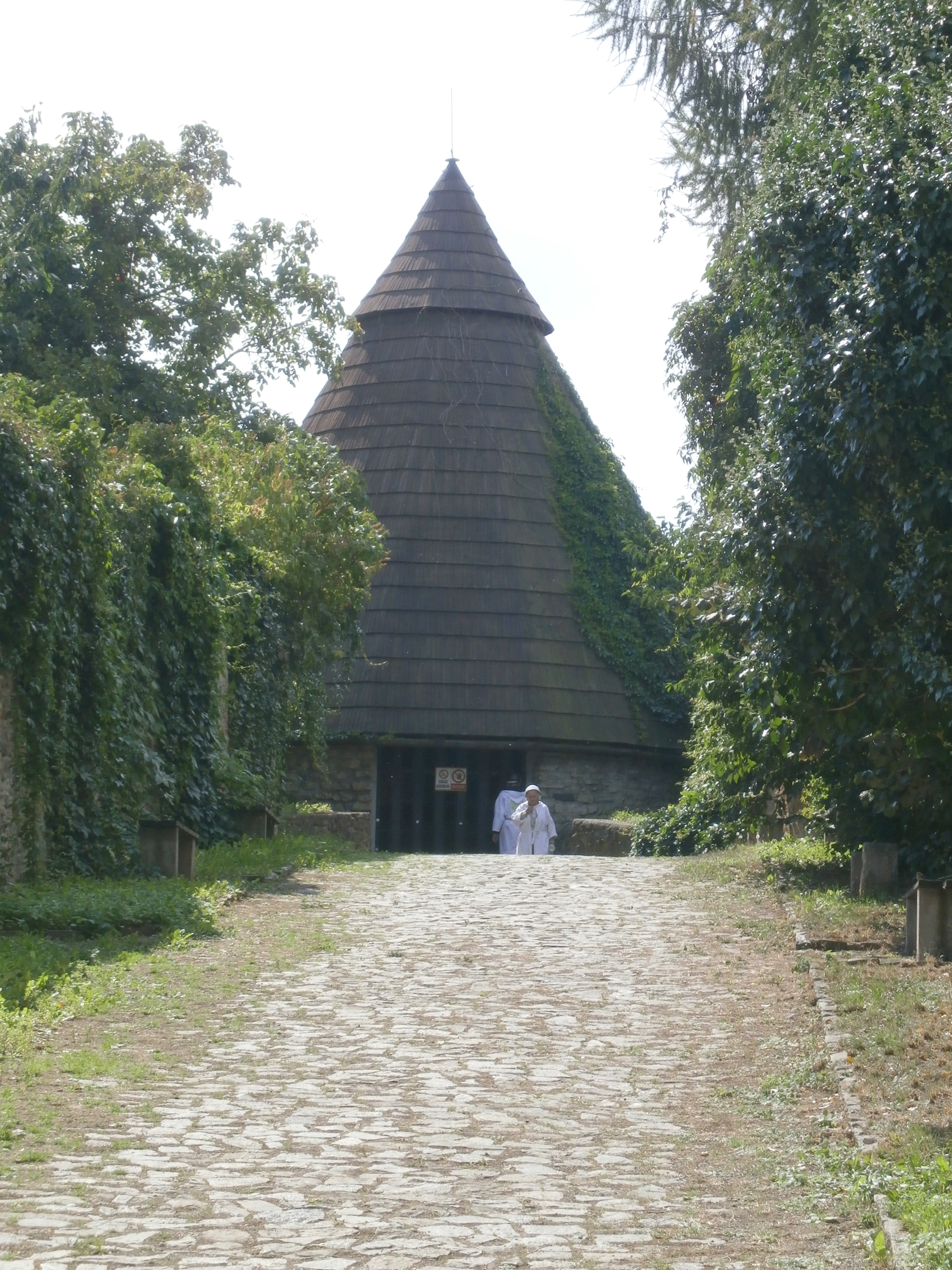
Původem jáchymovský trejv v Muzeu stříbra v Kutné Hoře

Jedná se o trejv s dochovaným dřevěným soustrojím, postavený v šestnáctém století při dole Helena Huber (později Josef) v Jáchymově. Používán byl až do roku 1901. Tehdy byl důl dočasně zasypán (do roku 1945). Trejv zde zůstal až do roku 1948, kdy byl ohrožen těžbou uranu, a proto byl rozebrán a instalován roku 1949 v Kutné Hoře ve venkovní expozici Muzea stříbra. Pohon zajišťovaly čtyři páry koní. Dokázal vyzdvihnout až tunu nákladu z hloubky 250 metrů.